# البسا
البسا (به اسپانیایی: Albesa) یک شهرستان در اسپانیا است که در کاتالونیا واقع شده‌است.

## خصوصیات
البسا ۳۷٫۶ کیلومترمربع مساحت و ۱٬۶۱۳ نفر جمعیت دارد و ۳۱۴ متر بالاتر از سطح دریا واقع شده‌است.